# Topsy Ojo
Pour les articles homonymes, voir Ojo (homonymie).

a Compétitions nationales et continentales officielles uniquement.

b Matchs officiels uniquement.
Dernière mise à jour le 6 août 2019.
Temitope Oluwadamilola Ojo dit Topsy Ojo, né le 28 juillet 1985 à Tottenham à Londres, est un joueur de rugby à XV international anglais évoluant au poste d'ailier. Il joue entre 2003 et 2019 pour le club des London Irish.

## Biographie
Topsy Ojo connaît sa première sélection en équipe d'Angleterre le 14 juin 2008 contre la Nouvelle-Zélande.
Il arrête sa carrière en 2019, après seize années aux London Irish. Il détient le record du nombre de matchs joués avec cette équipe, et celui du nombre d'essais marqués.
Il remporte le RFU CHAMPIONSHIP à deux reprises (2017,2019).